# Trdnjavska cerkev, Prejmer
Trdnjavska cerkev v Prejmerju (romunsko Biserica fortificată din Prejmer, nemško Kirchenburg von Tartlau) je utrjena luteranska cerkev v Prejmerju (Tartlau) v okrožju Braşov v regiji Transilvanija v Romunija|Romuniji]] in na etnografskem območju Burzenland. Cerkev so ustanovili nemški tevtonski vitezi, nato pa jo je prevzela transilvanska Saška. Rimskokatoliška je po reformaciji postala luteranska. Skupaj z bližnjo vasico je cerkev del vasi s trdnjavskimi cerkvami v Transilvaniji na Unescovem seznamu svetovne dediščine.

## Opis

### Ozadje in cerkev
Okoli leta 1211 je ogrski kralj Andrej II. dovolil vitezom, da se nastanijo okoli Prejmerja, kjer so leta 1218 v gotskem slogu začeli graditi cerkev. Ima tloris grškega križa, edina v Transilvaniji, nekaj so jih našli v cerkvah v severovzhodni Nemčiji.  Po izgonu leta 1225 so cistercijanci, ki so jo prevzeli leta 1240, cerkev dokončali. 
Oltarni triptih, najstarejši v regiji, je iz okoli leta 1450; glavna plošča je spojena s stranskimi ploščami, obarvanimi na obeh straneh, na dveh ravneh. Celoten del prikazuje prizore Kristusovega trpljenja. Križanje je osrednji motiv, štirikrat večji od drugih plošč, več kot polovica te plošče je pozlačena. Na sprednjih stranskih ploščah so prikazani Umivanje nog, Zadnja večerja, Bičanje Kristusa in Sodba Jezusu; na zadnjem delu so Žalujoče ženske, Polaganje v grob, Vstajenje in Prinašalke mire. Figure so preproste in skrčene na bistveno, njihovo gibanje je omejeno ali celo togo, njihova oblačila neukročena. Ozadja so površna, notranjost pa kaže le malo pozornosti na geometrijsko perspektivo. Barve so živahne, rdeče, ki jim dajejo poseben sij z ozadjem.  Umetnik je neznan, vendar je bil domnevno usposobljen v dunajski šoli. Zvonik je bil zgrajen nad središčem cerkve leta 1461. Oblika grškega križa je bila spremenjena med letoma 1512 in 1515: dodali so dve stranski ladji neenakih velikosti, medtem ko je bila glavna razširjena. Notranjost je preprosta in nima sledi fresk, slike iz 19. stoletja pa so bile odstranjene med obnavljanjem. 

### Utrjevanje in prepoznanje
Ko so osmanske sile ali drugi osvajalci premagali prelaz Buzău, je bilo prvo mesto, na katero so naleteli, Prejmer, zato je bila vas med 13. in 17. stoletjem uničena več kot 50-krat, medtem ko je bila cerkev le redko zajeta. Zaradi tega strateškega položaja je bila cerkev v 15. in 16. stoletju močno utrjena. Ko je Sigismund Luksemburški zgradil obrambne sisteme v Burzenlandu, so bili zgrajeni visoki, močni zidovi in obkroženi z vodo napolnjenim obrambnim jarkom. Zdi se, da je podzemni predor povezal cerkev z zunanjostjo. Krožno obzidje je debelo do 5 m in dosega skoraj 12 m višine. Obkrožajo cerkev, medtem ko drugo in manjše obzidje stoji na obokanem prehodu na vhodnih vratih. Drugi obrambni elementi so stolpi (pet jih je) in prsobran. Na notranji strani zidov so štiri nadstropja s sobami in prostorom za shranjevanje, zaščitena s prsobranom. Več kot 270 sob je lahko ob napadu zagotovilo zatočišče približno 1600 vaščanom. Vstop v kompleks je izdelan skozi 30 m dolg predor, zaščiten z (dvižna vrata|dvižnimi vrati]] z lesenimi rešetkami, okrepljenimi z železom in močnimi hrastovi vrati. Desno od vhoda stoji velik barbakan.
Bila je pogosto poškodovana ali spremenjena, v 18. stoletju tudi razširjena in prilagojena, med letoma 1960 in 1970 pa je bila obnovljena v prvotni obliki. Zdaj je tu muzej, obiskovalci lahko vidijo nekaj sob v obzidju, hodijo po številnih stopnicah in hodnikih ob obzidju in ob prsobranih na zunanji strani. Leta 1999 je bila skupaj s petimi drugimi dodana na seznam Unescove svetovne dediščine k že vpisani trdnjavski cerkvi v Biertanu pod naslovom vasi s trdnjavskimi cerkvami v Transilvaniji . Poleg tega je cerkev navedena kot zgodovinski spomenik romunskega ministrstva za kulturo in verske zadeve, v nadaljevanju pa so navedeni tudi: notranje obzidje in sobe, zunanje obzidje, barbakan, prsobran in obokana galerija.
- Prejmer fortified church
- Cerkev
- Sobe v obzidju
- Vhod v cerkev
- Oltar
- Strop in orgle
- Zunanje obzidje
- Parapet
- Galerija
- Notranje dvorišče
- Tloris